# الیکایی شتلند
الیکایی شتلند (نام علمی: Troglodytes troglodytes zetlandicus) نام یک زیرگونه از گونه الیکایی اوراسیایی است.